# Modak (cibo)
Il Modak (in marathi: मोदक; in giapponese: 歓 喜団; in thai: โมทกะ o ขนม ต้ม; in malese: kuih modak; in indonesiano: kue modak; in birmano: မု န့ န့ ် လုံး), è uno gnocco popolare in molti Stati del sud-est asiatico (in particolare in India) a base di farina di riso con un ripieno di cocco grattugiato e jaggery. La base può tuttavia essere formata anche da farina di frumento mischiata a farina di khava o maida. Il modak può in seguito essere fritto oppure cotto al vapore; quest'ultima versione (chiamata ukdiche modak) viene spesso servita calda con burro chiarificato.
Secondo le credenze indù e buddiste è considerato uno dei piatti preferiti di Ganesha e del Buddha ed è quindi usato nelle preghiere.
Nel sud dell'India è diffusa una sua variante simile chiamata Kozhukkatta.

## Preparazione
I modak si distinguono principalmente per tre tipologie di preparazione:
- Modak al vapore: si tratta della versione più tradizionale dei modak, che vengono fatti a mano e poi cotti al vapore.[6][7]
- Modak fritti: si differenziano per via della frittura nell'olio, che ne garantisce una migliore conservazione nel tempo oltre a variarne notevolmente il sapore.[7]
- Mawa modak: si tratta di preparazioni a base di khoa a forma di modak, spesso decorati esternamente con pistacchio, cardamomo, cioccolato o mandorla.

## Significato religioso

### Induismo
Il Modak è considerato il dolce preferito della divinità indù Ganesha, che proprio da esso prende il soprannome sanscrito di modakapriya ("uno a cui piace il modak"). La parola modak significa "piccola parte di beatitudine" e simboleggia la conoscenza spirituale.
Durante la festa di Ganesh Chaturthi, la pūjā è solita concludersi con un'offerta di 21 o 101 modak alla divinità; per questo cerimoniale sono preferibili i modak fatti con farina di riso anziché quelli con farina di grano.
Al di fuori dei templi di Ganesh in tutta l'India vi sono punti vendita di versioni preconfezionate di modak.

### Buddismo
Nella religione buddista il modak è considerato il dolce preferito di Gautama Buddha e gli viene simbolicamente offerto nel festival dedicato alla ricorrenza del giorno del suo compleanno.

## Versioni

### Giappone
In Giappone viene preparato un dolce molto simile al modak chiamato kangidan (歓喜団), che viene offerto sia al dio Kangiten (la versione giapponese di Ganesha) sia al Buddha nelle varie celebrazioni.
Il ripieno, formato da cagliata, miele e pasta di fagioli rossi, è avvolto da un impasto a base di farina tostata ed in seguito viene fritto.
Sono avvolti in un impasto a base di farina riarsa e a forma di panino prima di essere fritti.

### Sud-est asiatico
Nell'area del sud-est asiatico, i modak sono conosciuti com kuih modak (in Malesia, Brunei e Singapore) o kue modak (in Indonesia).

### Birmania
A Myanmar, i modak sono meglio noti come Mont lone yay baw (မုန့်လုံးရေပေါ်) e vengono mangiati durante la festa di Thingyan.

### Thailandia
In Thailandia sono conosciuti localmente come Khanom tom (ขนมต้ม) e vengono offerti alle divinità Phikanet e Phra Phikanesuan, la versione tailandese di Ganesha. In questa versione viene ricoperto da scaglie di cocco.